# Yapeyú
Yapeyú − miasto w Argentynie, w prowincji Corrientes, w departamencie San Martín. W 2001 miasto posiadało 2 124 mieszkańców.